# Ángel Gutiérrez
Ángel Gutiérrez (* 12. Januar 1980 in Artigas) ist ein uruguayischer Fußballspieler.

## Karriere
Der 1,68 Meter große Offensivakteur Gutiérrez stand zu Beginn seiner Karriere im Jahr 2000 zunächst in Reihen des seinerzeitigen Erstligisten Villa Española. Von Mitte 2000 bis Ende 2001 war er beim Club Atlético Rentistas aktiv. Anschließend kehrte er zu Villa Española zurück und verblieb dort bis Ende 2003. In den folgenden drei Jahren spielte er für Liverpool Montevideo, bei dem er saisonübergreifend in 59 Partien der Primera División zum Einsatz kam und zehn Treffer erzielte. In der Clausura 2007 und Apertura 2007 gehörte er dem Kader Central Españols an und absolvierte 25 Erstligaspiele, bei denen er fünfmal ins gegnerische Tor traf. Anfang 2008 führte sein weiterer Karriereweg ins Ausland. Er schloss sich Standard Baku in Aserbaidschan an. Mitte 2009 wechselte er zu Inter Baku und bestritt dort 18 Ligaspiele (ein Tor). Es folgte ab Juli 2010 eine Karrierestation bei Mughan, bei der er in 27 Ligaeinsätzen insgesamt fünf Tore schoss. Ravan Baku war sein Arbeitgeber in der zweiten Jahreshälfte 2011. Die Statistik weist elf Ligaeinsätze ohne persönlichen Torerfolg bei dem Klub aus der aserbaidschanischen Hauptstadt Baku für ihn aus. Ab Jahresbeginn 2012 gehörte er ein halbes Jahr der Mannschaft des uruguayischen Amateurklubs San Eugenio an. Seit 2013 spielt er für den argentinischen Verein Textil Mandiyú.